# Лавераэт
Лавераэ́т (фр. Laveraët) — коммуна во Франции, находится в регионе Юг — Пиренеи. Департамент — Жер. Входит в состав кантона Марсьяк. Округ коммуны — Миранд.
Код INSEE коммуны — 32205.

## География
Коммуна расположена приблизительно в 620 км к югу от Парижа, в 100 км западнее Тулузы, в 33 км к юго-западу от Оша.
На юге коммуны протекает река Буэс.

## Климат
Климат умеренно-океанический. Лето жаркое и немного дождливое, температура часто превышает 35 °С. Зимой часто бывает отрицательная температура и ночные заморозки. Годовое количество осадков — 700—900 мм.

## Население
Население коммуны на 2010 год составляло 121 человек.
| 1962 | 1968 | 1975 | 1982 | 1990 | 1999 | 2010 |
| ---- | ---- | ---- | ---- | ---- | ---- | ---- |
| 178  | 173  | 143  | 131  | 134  | 104  | 121  |

## Администрация
| Период | Период | Фамилия         | Партия | Примечания |
| ------ | ------ | --------------- | ------ | ---------- |
| 2001   | 2020   | Жан-Клод Лакомб |        |            |

## Экономика
В 2010 году среди 71 человека трудоспособного возраста (15-64 лет) 43 были экономически активными, 28 — неактивными (показатель активности — 60,6 %, в 1999 году было 71,4 %). Из 43 активных жителей работали 39 человек (21 мужчина и 18 женщин), безработных было 4 (2 мужчин и 2 женщины). Среди 28 неактивных 3 человека были учениками или студентами, 12 — пенсионерами, 13 были неактивными по другим причинам.

## Фотогалерея

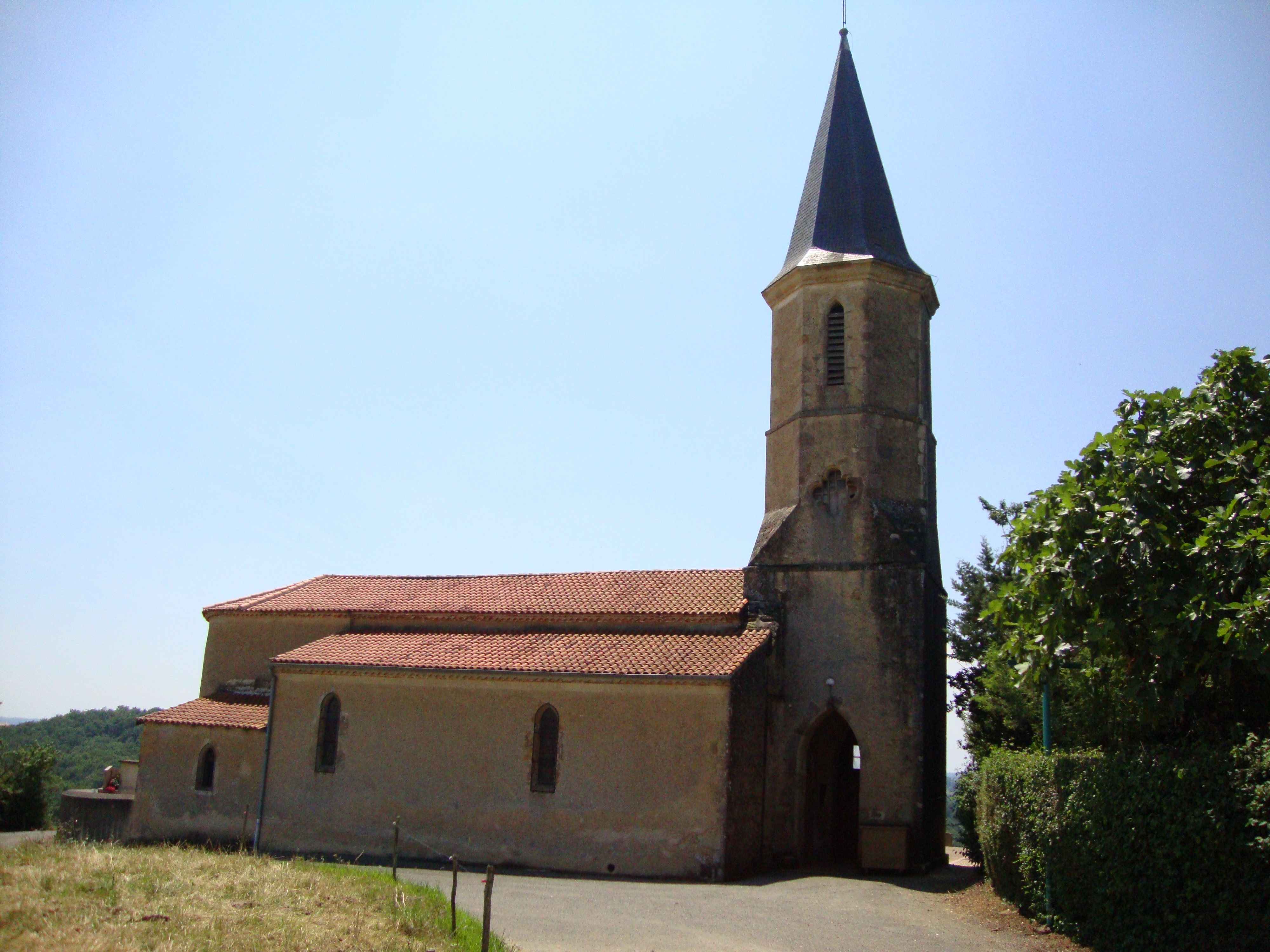
Церковь
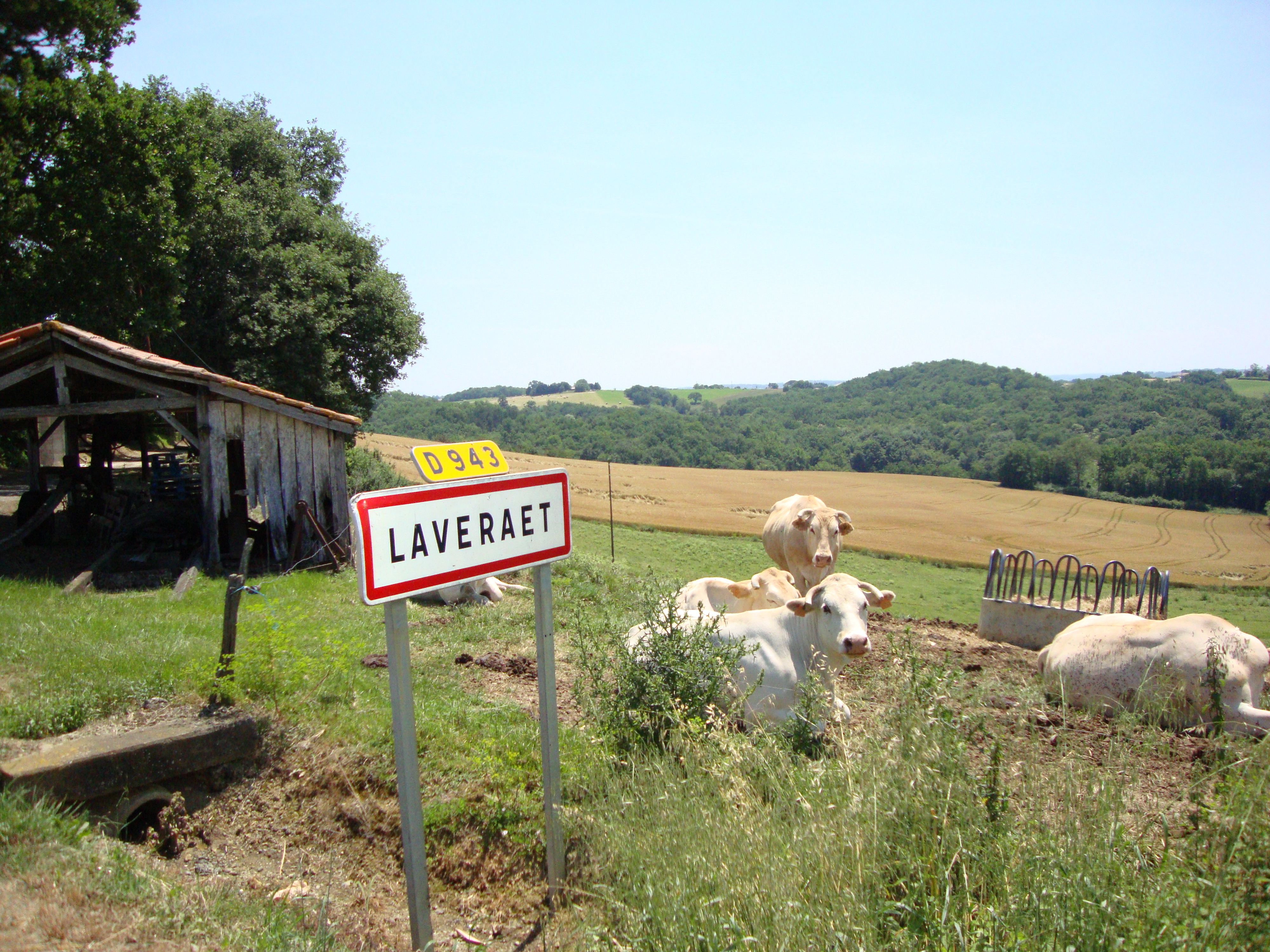
Знак на въезде в Лавераэт
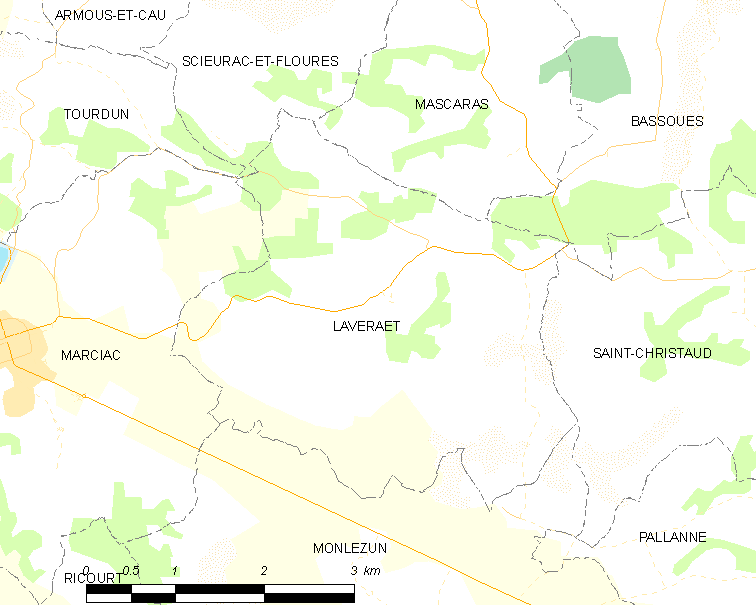
Карта коммуны